# Der unheimliche Weg
Der unheimliche Weg (Originaltitel Destination Unknown) ist der 46. Kriminalroman von Agatha Christie. Er erschien zuerst im Vereinigten Königreich am 1. November 1954 im Collins Crime Club und 1955 in den USA bei „Dodd, Mead and Company“ unter dem Titel So Many Steps to Death. Die deutsche Erstausgabe wurde 1958 vom Scherz Verlag (Bern, Stuttgart, Wien) mit der bis heute verwendeten Übersetzung von Sophie Zilcher Seyboth veröffentlicht. 

## Einführung in die Handlung
Hilary Craven, eine einsame Ehefrau und trauernde Mutter, plant in einem Hotel in Marokko ihren Selbstmord. Plötzlich wird sie gefragt, ob sie nicht an einer gefährlichen Mission teilnehmen will als Alternative zu einer Überdosis Schlafmittel. Sie soll die Rolle einer verstorbenen Frau übernehmen, um deren Ehemann, einen verschwundenen Kernphysiker, aufzuspüren. Man vermutet, dass er in die Sowjetunion übergelaufen ist. Und so findet sie sich plötzlich inmitten einer Reisegruppe mit dem titelgebenden unbekannten Ziel. Schnell kehrt auch ihr Lebenswille zurück und sie beginnt mit eigenen Untersuchungen.

## Bezüge zu aktuellen Ereignissen
Der Roman reflektiert die Ereignisse rund um den Spionagefall von Bruno Pontecorvo und Klaus Fuchs aus den 1950er Jahren, zwei Physikern, die in die Sowjetunion übergelaufen sind.

## Wichtige Ausgaben
- 1954, Collins Crime Club (London), 1. November 1 1954
- 1955, Dodd Mead and Company (New York)
- 1958 Deutsche Erstausgabe im Scherz Verlag[4]
- 2021, Neuübersetzung von Giovanni und Ditte Bandini im Atlantik Verlag

## Verfilmungen
Dieser Roman ist einer der wenigen Romane Christies, die nicht verfilmt worden sind.

## Hörbücher
- 2009 Der unheimliche Weg (Tonträger): gekürzte Lesung. Sprecher: Susanne Schroeder und Peter Veit. Regie: Toni Nirschl. Übersetzung aus dem Englischen von Tanja Handels. Der Hörverlag (München)[5]